# Милко Калайджиев
Михаил Панайотов Калайджиев, по-известен като Милко Калайджиев, е български попфолк и фолклорен певец.

## Биография
Милко Калайджиев е роден на 23 септември 1951 г. в Свиленград.
През 2009 година участва в третия сезон на телевизионното риалити предаване VIP Brother. През 2010 г. участва в концерт в Пловдив, част от националното турне „Планета Дерби“.
През 2014 г. е сред участниците в танцувалното предаване "Dancing Stars".
През 2019 г. участва в телевизионното предаване за имитации „Като две капки вода“.
На местните избори през 2019 г. е кандидат за кмет на община Свиленград от Движението за права и свободи и получава 4% от гласовете.
През 2024 г. взима участие в тричасовия концерт „Златни хитове“ в Арена София.

## Дискография

### Студийни албуми
- Има ли Господ (1994)
- Прошка (1997)
- Спомен за обич (1998)
- GSM (2000)
- Софиянка (2001)
- Тарикат и тарикатка (2002) – съвместен с Мира
- Европеец (2002)
- Танцувай с мен (2003)
- Десетият (2004)
- За да те забравя (2009)
- Кръчма е душата ми (2013)[8]

### Компилации
- Най-доброто (1999)
- Златните хитове на Пайнер 19 (2013)[8]

## Награди от собствения му издател
| Година | Получател          | Награда           | Връчител                               |
| ------ | ------------------ | ----------------- | -------------------------------------- |
| 2003   | „Хей, малката“     | Дует на годината  | Годишни награди на Телевизия „Планета“ |
| 2009   | „За да те забравя“ | Песен на годината | Годишни награди на Телевизия „Планета“ |